# Iglesia de la Virgen de Gracia (Énova)
La iglesia de la Virgen de Gracia de la Énova, en la Ribera Alta, es un templo católico datado del siglo XVIII, catalogado como Bien de Relevancia Local, en la categoría de Monumento de interés local, con la denominación de iglesia Parroquial de la Virgen de Gracia, mediante una declaración genérica de la Generalidad Valenciana, con código: 46.119-9999-000004, desde el once de junio de 1998 (DOCV Núm. 5.449 / 13.02.2007)

## Historia y descripción
El edificio inicial fue construido sobre las ruinas de una antigua alquería principal del riego de la Acequia Comuna d'Énova, que estaría asociada a la "Necrópolis dels Alters", de los siglos XI-XII; la cual tenía a su vez una mezquita mayor de lo que entonces eran las alquerías del Llano de Énova, y se llevó a cabo su reedificación entre 1720 y 1753.
Esta Necrópolis dels Alters, de los siglos XI-XIII se encontraba muy cerca del lugar donde se alzaba la mezquita, donde en 1248, el mismo Jaime I convierte en la iglesia de Santa María de Gràcia, al colocar en el lugar más prominente de la mezquita una imagen de la Virgen María (normalmente un cuadro o un díptico, en ocasiones un altar de campaña), al tiempo que se produce la fundación de la puebla feudal llamada la Énova de los Cristianos. En el momento de su fundación la advocación era la Asunción de la Virgen María. La antigua imagen de la Virgen fue reemplazada más tarde por una escultura gótica, que sigue venerándose en el templo y que fue coronada en 1950.
Existe documentación de la rectoría de Santa María de la Énova en los listados de recaudación del diezmo del Arzobispado de Valencia de los años 1279 y 1280, y en diferentes pergaminos de los años 1295-1316, cuando era párroco mosén Pere Hilari, que ascendería después al cargo de vicario foráneo (tipo de obispo auxiliar) de Valencia.
Como edificio puede describirse como tardorrománico del siglo XIII, ejemplo de iglesia de conquista, que acabaría siendo reemplazada siglos después por el actual inmueble, de dimensiones mayores. Este primer edificio debió de tener planta rectangular, con una sola nave con muros de tapia, con contrafuertes. No presentaría capillas laterales. El techo sería de madera a dos aguas. Respecto a su ubicación, debía estar situada transversalmente a la actual y ocuparía sólo lo que son actualmente los pies de la nave del edificio actual.
El escaso crecimiento demográfico debido a entre otros problemas a las crisis epidémicas, Enova no creció lo suficiente como para hacer necesaria una nueva iglesia, por lo que hasta la década de 1680, no se plantearon trabajos de restauración de la iglesia, un elemento arquitectónico que seguía el modelo típico de las primeras etapas de la conquista aragonesa. Así en ese año se renovó la cubierta del templo.
Ya empezado el siglo XVIII, alrededor de la década de 1720, comienzan los esfuerzos por levantar una nueva iglesia que querían fuera de estilo clasicista con un gran campanario. Durante la siguiente década, 1730, es cuando más se aceleró la construcción. La obra no estuvo exenta de complicaciones, incluido el hartazgo de los vecinos del sobrecoste económico que suponía dicha renovación aunque la supuesta realización de dos intervenciones divinas por parte de la 'mare de deu de Gracia' hicieron que se renovaran los intereses por dicha obra y se pudiera finalizar
El interior de la iglesia debía presentar como decoración fresca, la mayoría de estilo barroco y en la bóveda de la iglesia, obra de un pintor llamado "Pollença", que parece ser discípulo o seguidor del escuela de Palomino.
Presenta una capilla de la Comunión fecha de 1828, y su presbiterio se ensanchó en 1949.
En el año 2000 se hicieron trabajos y apareció en el subsuelo de la capilla de los Santos de la Piedra (que correspondía con el antiguo corredor de acceso al foso medieval) una estela sepulcral labrada en piedra caliza de la cantera de Els Quatre Camins, llamada también "Llosar dels Francs", por estar situada en la partida de Els Francs. Se trata de un monolito con pie ataludado que soporta un círculo o disco solar, con una cruz griega inscrita. Los expertos consideran que debe tratarse de la marca del punto de soterramiento de algún párroco, alcalde o personaje importante de la época, y con probabilidad data del siglo XIII, época de transición entre el románico y el gótico. En ese mismo año se restauraron dos de las imágenes de la iglesia que se habían salvado de la guerra, el Cristo de la Salud, y la Madre de Dios de Gracia.
Según la información que se tiene de la visita pastoral que se hizo en 1401, la antigua iglesia medieval presentaba un altar mayor presidido por la Virgen de Gracia y un lateral consagrado a san Pedro apóstol, además había una gran caja de pino que contenía los libros, indumentos litúrgicos y objetos de plata.
Destacan las pinturas de la bóveda de la Capilla de la Comunión, obra de Remigio Soler Tomás, artista de Agres, realizadas en torno a 1950.

## El campanario
La iglesia cuenta con una torre campanario, datada del siglo XIX, con planta cuadrada y tres cuerpos decrecientes, al estilo barroco; que está situado en uno de los laterales de la fachada principal.
El primer cuerpo se eleva sobre un basamento de piedra, y está decorado con pintura que imita sillares de piedra y presenta dos aspilleras en uno de los laterales que da iluminación a la escalera del interior, edificada "a la castellana", es decir, recorriendo el perímetro interior de la torre.
Las campanas se sitúan en el segundo cuerpo, en cuatro ventanas enmarcadas por pilastras con moldura en los arcos e inscrita dentro de un rectángulo.
El tercer cuerpo tiene dos alturas, las dos con balaustrada y cornisa. La primera cuenta con cuatro ventanas, enmarcadas con pilastras toscanas y arcos en diagonal; mientras que la segunda tiene unos óculos, enmarcados también por pilastras.
El campanario presenta como remate una cubierta a cuatro aguas y cruz con veleta.
La torre campanario presenta además un reloj (que está parado) al que se accede a través de una puerta que se encuentra antes de la sala de las campanas, a la que se llega por una escalera de caracol. La sala tiene vuelta de horno y en la sala hay una escalerilla para llegar al tercer cuerpo.
Las campanas actuales, que sustituyen a las perdidas en verano de 1936, durante la Guerra Civil; se mecanizaron alrededor de los años 60 del siglo XX, y son tres, las cuales tienen cerdas de hierro de la casa Roses, y además hay un campanón.
La campana menor tiene una cerda de madera en buen estado, mientras que las campanas mayores se encuentran en peor estado de conservación.
La tercera campana, refundida en 1984, se dedica al Cristo de la Salud. La media (fundida por Manuel Roses Vidal) se dedica a San Felipe Neri, patrón del municipio. La campana grande, refundida por los hermanos Roses de Silla en 1961, se dedica a la Virgen de Gracia, patrona y titular del templo parroquial.
Contaba el campanario con una campana que estaba datada de 1691, y que durante una procesión de las fiestas de 1984 cayó en la plaza, rompiéndose sin causar daños personales. Su refundición se encomendó a la fundición de Salvador Manclús del Grao de Valencia.